# Proformica longiseta
Proformica longiseta är en myrart som beskrevs av Cedric A. Collingwood 1978. Proformica longiseta ingår i släktet Proformica och familjen myror. Inga underarter finns listade i Catalogue of Life.